# Deropeltis wahlbergi
Deropeltis wahlbergi är en kackerlacksart som först beskrevs av Lucas J. Stal 1856.  Deropeltis wahlbergi ingår i släktet Deropeltis och familjen storkackerlackor. Inga underarter finns listade i Catalogue of Life.